# Liste der Schweizer Gedenkfünfliber
Die Liste der Schweizer Gedenkfünfliber enthält alle Gedenkfünfliber aus Silber und Kupfer-Nickel, die von 1936 bis 1990 ausgegeben wurden sowie die von 1999 bis 2003 ausgegebenen Bimetall-Gedenkmünzen mit einem Nennwert von 5 Franken.
| Bildseite | Wertseite | Jahr | Physikalische Daten                                                                                              | geprägte Auflage          | Künstler                                                                          |
| --- | --------- | ---- | --- | ------------------------- | --------------------------------------------------------------------------------- |
| |           |      | |                           |                                                                                   |
| Bildseite | Wertseite | 1936 | Legierung: Silber-Kupfer (Ag 83,5/Cu 16,5) Durchmesser: 31 mm Gewicht: 15 g                                      | unz. 200’000              | Max Weber, Genf                                                                   |
| Beschreibung: Anlässlich der Wehranleihe der Schweiz wurde die erste offizielle Gedenkmünze ausgegeben. Die Wehranleihe sicherte einen zusätzlichen Rüstungsaufwand als Vorbereitung und zur Verteidigung gegen die von Deutschland ausgehende Kriegsgefahr. Bildseite: Eine junge Frau kniet, stützt sich mit der rechten Hand auf ein nach unten gerichtetes Schwert und hält auf der linken Hand eine Taube (das Symbol für bewaffnete Neutralität). Wertseite: In einem Kasten steht das Schweizerkreuz und folgend PRO PATRIA ARMIS TUENDA («fürs mit Waffen zu schützende Vaterland»); oberhalb ein Helm und die Ziffern 19 sowie 36, unterhalb der Nennwert 5 FR. |           |      | |                           |                                                                                   |
| |           |      | |                           |                                                                                   |
| Bildseite | Wertseite | 1939 | Legierung: Silber-Kupfer (Ag 83,5/Cu 16,5) Durchmesser: 31 mm Gewicht: 15 g                                      | unz. 30’600               | Remo Rossi, Locarno                                                               |
| Beschreibung: Anlässlich des 600. Jahrestages des Laupenkriegs, der 1339 in Laupen wütete. Er war eine Auseinandersetzung zwischen Bernern auf der einen und den Burgundern und Habsburgern auf der anderen Seite. Bern gewann diesen Krieg und konnte deshalb als achter Ort in die alte Eidgenossenschaft eintreten. Bildseite: Ein Krieger mit Schweizerkreuz auf der Brust hält mit der linken Hand das Handgelenk der rechten Hand in der er eine Steinschleuder trägt. Am Rand über ihm steht CONFOEDERATIO HELVETICA. Wertseite: Ein Schweizerkreuz. Oberhalb steht 5 Fr. und unterhalb 1939. Am linken Rand steht LAUPEN und am rechten Rand steht MCCCXXXIX. |           |      | |                           |                                                                                   |
| |           |      | |                           |                                                                                   |
| Bildseite | Wertseite | 1941 | Legierung: Silber-Kupfer (Ag 83,5/Cu 16,5) Durchmesser: 31 mm Gewicht: 15 g                                      | unz. 100’150              | Bildseite: E. Suter, Basel Wertseite: Luc Jaggi, Genf                             |
| Beschreibung: Anlässlich des 650. Jahrestag des Bundesbriefs, welcher Anfang August 1291 zwischen den Talschaften Uri, Schwyz und Nidwalden abgeschlossen wurde. Bildseite: Die drei Vertreter der Talschaften legen einen Eid ab und heben dazu die rechte Hand und stecken Daumen, Zeigefinger und Mittelfinger. Der linke Vertreter trägt ein Gewehr und der Rechte eine Armbrust. Am Rand steht CONFEDERATIO HELVETICA. Rückseite: Es steht von oben nach unten 5 FR. / 1291 (Ein Schweizerkreuz) 1941 / (das Bundesbriefzitat) PROMISERVNT / INVICEM SIBI / ASSISTERE / AVXILIO / (das Münzkennzeichen) B |           |      | |                           |                                                                                   |
| |           |      | |                           |                                                                                   |
| Bildseite | Wertseite | 1944 | Legierung: Silber-Kupfer (Ag 83,5/Cu 16,5) Durchmesser: 31 mm Gewicht: 15 g                                      | unz. 101’680              | Emil Wiederkehr, Luzern                                                           |
| Beschreibung: Anlässlich des 500. Jahrestages der Schlacht bei St. Jakob an der Birs. Es war ein Kampf zwischen 1'500 Kämpfern der Acht Alten Orte ohne Zürcher gegen 20'000 Armagnaken im Sold König Friedrichs III. Sie brachte den Eidgenossen europaweit den Ruf als unerschrockenes und kämpferisches Volk ein und wurde während des Zweiten Weltkrieges als Symbol für die Geistige Landesverteidigung gebraucht. Bildseite: Ein kniender Kämpfer, der mit einem Stein in der rechten Hand ausholt, um ihn zu werfen. Wertseite:: Von oben nach unten: 5 FR / (Das Schweizerkreuz) / ST. JAKOB / AN DER BIRS / MCDXLIV / (Das Münzkennzeichen) B / 1944. Am linken Rand: MORI MALVNT. Am rechten Rand: QVAM SVPERARI (sie wollen lieber sterben als überwunden werden).                                                                     |           |      | |                           |                                                                                   |
| |           |      | |                           |                                                                                   |
| Bildseite | Wertseite | 1948 | Legierung: Silber-Kupfer (Ag 83,5/Cu 16,5) Durchmesser: 31 mm Gewicht: 15 g                                      | unz. 500’400              | Bildseite: Max Weber, Genf Wertseite: August Blaesi, Luzern                       |
| Beschreibung: Anlässlich des 100. Jahrestages der ersten Bundesverfassung vom 12. September 1848, mit der die Schweiz vom Staatenbund zum Bundesstaat geeint wurde. Bildseite: Eine auf einem Steinsockel sitzende Mutter übergibt einen Zweig an den nackten, stehenden Sohn. Wertseite: Von oben nach unten: 5 FR. / CONSTITUTIO / ANNI MDCCCXLVIII / HELVETIÆ FORTIORIS / FUNDAMENTUM / 19 (das Schweizerkreuz) 48. |           |      | |                           |                                                                                   |
| |           |      | |                           |                                                                                   |
| Bildseite | Wertseite | 1963 | Legierung: Silber-Kupfer (Ag 83,5/Cu 16,5) Durchmesser: 31 mm Gewicht: 15 g                                      | unz. 623’000              | Max Weber, Genf                                                                   |
| Beschreibung: Anlässlich des 100. Jahrestages der Gründung des Internationalen Komitees der Hilfsgesellschaften für die Verwundetenpflege, der Vorgängerorganisation des Roten Kreuzes, im Februar 1863 durch Henry Dunant und weiteren vier Bürgern: dem Juristen Gustave Moynier, den Ärzten Louis Appia und Théodore Maunoir sowie dem Armeegeneral Guillaume Henri Dufour. Bildseite: Die Bildseite stellt ein Kreuz dar, gebildet aus einer Frau in aufrechter Position, die die linke Hand hebt und mit der rechten ihren linken Ellenbogen stützt. Die linken und rechten Arme des Kreuzes werden aus liegenden Oberkörpern von Einbandagierten gebildet. Wertseite: In der Mitte steht 5 FR. und am Rand CONFOEDERATIO HELVETICA. |           |      | |                           |                                                                                   |
| |           |      | |                           |                                                                                   |
| Bildseite | Wertseite | 1974 | Legierung: Kupfernickel (Cu 75/Ni 25) Durchmesser: 31 mm Gewicht: 13,2 g                                         | unz. 3'709'000 PP 130'000 | Max Weber, Genf                                                                   |
| Beschreibung: Anlässlich des 100. Jahrestages der Totalrevision der Bundesverfassung im Jahr 1874, mit der die das Referendumsrecht in der Schweiz eingeführt wurde. Bildseite: Drei Frauen garnieren ein Schweizerkreuz, unter dem CONSTITUTIO steht. Wertseite: Es steht 5 FR und die Jahreszahlen 1848, 1874 und 1974. Um diese Jahreszahlen steht CONFOEDERATIO HELVETICA. |           |      | |                           |                                                                                   |
| |           |      | |                           |                                                                                   |
| Bildseite | Wertseite | 1975 | Legierung: Kupfernickel (Cu 75/Ni 25) Durchmesser: 31 mm Gewicht: 13,2 g                                         | unz. 2'500'000 PP 60'000  | Franz Fischer, Zürich                                                             |
| Beschreibung: Anlässlich des Europajahres für Denkmalpflege und Heimatschutz. Bildseite: Oberhalb zweier Hände, die den Text HEREDIO NOSTRO FUTURUM umklammern, steht 1975. Wertseite: Kreisförmig angeordnet steht in einem äusseren Kreis CONFOEDERATIO und in einem inneren HELVETICA. Rechts neben dem Zentrum steht 5 FR. |           |      | |                           |                                                                                   |
| |           |      | |                           |                                                                                   |
| Bildseite | Wertseite | 1976 | Legierung: Kupfernickel (Cu 75/Ni 25) Durchmesser: 31 mm Gewicht: 13,2 g                                         | unz. 1'506'000 PP 100'900 | Kurt Wirth, Bern                                                                  |
| Beschreibung: Anlässlich des 500. Jahrestages der Schlacht bei Murten am 22. Juni 1476 zwischen Truppen der Alten Eidgenossenschaft und des burgundischen Herzogs Karl des Kühnen im Rahmen der Burgunderkriege. Bildseite: Drei rennende Krieger mit erhobenen Lanzen in der Seitenposition verschmelzen zu einem Bild. An der Seite steht 1476 / 1976 / MURATUM. Wertseite: Es steht 5 FR. und an der Seite CONFOEDERATIO HELVETICA. |           |      | |                           |                                                                                   |
| |           |      | |                           |                                                                                   |
| Bildseite | Wertseite | 1977 | Legierung: Kupfernickel (Cu 75/Ni 25) Durchmesser: 31 mm Gewicht: 13,2 g                                         | unz. 802'000 PP 50'260    | Bildseite: Kurt Wirth, Bern Wertseite: Battista Ratti, Malvaglia                  |
| Beschreibung: Anlässlich des 150. Todestages von Johann Heinrich Pestalozzi, eines Schweizer Pädagogen, Schul- und Sozialreformers, Philosophen und Politikers. Bildseite: Das seitliche Konterfei von Johann Heinrich Pestalozzi. Links steht JOHANN, unten PESTALOZZI und rechts HEINRICH. Wertseite: In der Mitte steht das Schweizerkreuz und FR 5. Rechteckig umrandet steht CONFOEDERATIO HELVETICA 1977. |           |      | |                           |                                                                                   |
| |           |      | |                           |                                                                                   |
| Bildseite | Wertseite | 1978 | Legierung: Kupfernickel (Cu 75/Ni 25) Durchmesser: 31 mm Gewicht: 13,2 g                                         | unz. 903'000 PP 60'000    | Bildseite: Jacqueline Barman, Lausanne Wertseite: Max Lenz, Zürich                |
| Beschreibung: Anlässlich des 150. Geburtstages des Gründers des Roten Kreuzes, Henry Dunants. Bildseite: Die Bildseite zeigt das Konterfei von Henry Dunant. Links steht HENRY und rechts steht DUNANT. Wertseite: Von oben nach unten: 5 FR / CONFŒDERATIO / HELVETICA / 1978. |           |      | |                           |                                                                                   |
| |           |      | |                           |                                                                                   |
| Bildseite | Wertseite | 1979 | Legierung: Kupfernickel (Cu 75/Ni 25) Durchmesser: 31 mm Gewicht: 13,2 g                                         | unz. 900'000 PP 35'000    | Jürg Zeller, Basel                                                                |
| Beschreibung: Anlässlich des 100. Geburtstages des Physikers und Nobelpreisträgers Albert Einsteins. Bildseite: Das Porträt von Albert Einstein, welches negativ von der spiegelnden Fläche gebildet wird und je nach Lichteinfall als positiv hervortritt. Links steht ALBERT und unten EINSTEIN. Wertseite: Von oben nach unten: CONFOE / DERATIO / 5 FR / 1979 / HELVETICA |           |      | |                           |                                                                                   |
| |           |      | |                           |                                                                                   |
| Bildseite | Wertseite | 1979 | Legierung: Kupfernickel (Cu 75/Ni 25) Durchmesser: 31 mm Gewicht: 13,2 g                                         | unz. 902'000 PP 35'000    | Kurt Wirth, Bern                                                                  |
| Beschreibung: Anlässlich des 100. Geburtstages des Physikers und Nobelpreisträgers Albert Einsteins. Bildseite: Die Bildseite zeigt handschriftliche Formelausschnitte aus der Allgemeinen Relativitätstheorie. Eine Gleichung zur Bestimmung der Raumzeitstruktur und die Bewegungsgleichung für enthaltene Teilchen. Wertseite: von oben nach unten: CONFOE- / DERATIO / HELVETICA / 5 FR / 1979. |           |      | |                           |                                                                                   |
| |           |      | |                           |                                                                                   |
| Bildseite | Wertseite | 1980 | Legierung: Kupfernickel (Cu 75/Ni 25) Durchmesser: 31 mm Gewicht: 13,2 g                                         | unz. 951'000 PP 50'000    | Bernard Bavaud, Gland                                                             |
| Beschreibung: Ferdinand Hodler war ein Schweizer Maler des Symbolismus und des Jugendstils. Er ist heute der bekannteste Schweizer Maler des 19. Jahrhunderts. 1880 begann Hodler sich von den künstlerischen Vorbildern seiner frühen Jahre zu lösen und einen eigenen Stil zu entwickeln. Dem 100-jährigen Jubiläum seiner künstlerischen Entwicklung widmet sich diese Gedenkmünze. Bildseite: Porträt von Ferdinand Hodler. Auf der linken Seite steht FERDINAND HODLER. Wertseite: Von oben nach unten: 5 / CONFOEDERATIO / HELVETICA / FR / 1980. |           |      | |                           |                                                                                   |
| |           |      | |                           |                                                                                   |
| Bildseite | Wertseite | 1981 | Legierung: Kupfernickel (Cu 75/Ni 25) Durchmesser: 31 mm Gewicht: 13,2 g                                         | unz. 950'000 PP 50'260    | Kurt Wirth, Bern                                                                  |
| Beschreibung: Anlässlich des 500. Jahrestages des Stanser Verkommnisses, eines im Dezember 1481 geschlossenen Übereinkommens der Acht Orte des Bundes der Eidgenossen, mit dem der innere Konflikt, insbesondere zwischen Stadt- und Länderorten, beigelegt wurde. Bildseite: Ein schematisches Gesicht und eine erhobene Hand sowie die Schriftzeichen STANS und 1481. Wertseite: Kreisförmig angeordnet steht HELVETIA. Eine künstlerische 5 und die Zeichen FR für Franken und 1981 als Münzjahr. |           |      | |                           |                                                                                   |
| |           |      | |                           |                                                                                   |
| Bildseite | Wertseite | 1982 | Legierung: Kupfernickel (Cu 75/Ni 25) Durchmesser: 31 mm Gewicht: 13,2 g                                         | unz. 902'000 PP 35'000    | Bildseite: Bernhard Luginbühl, Mötschwil-Hindelbank Wertseite: Vorlage Münzstätte |
| Beschreibung: Anlässlich des 100. Jahrestages der Einweihungsfeierlichkeiten der Gotthardbahn in Luzern und Mailand vom 22. Mai bis zum 25. Mai 1882 entwarf der Schweizer Künstler Bernhard Luginbühl die Vorderseite dieser Gedenkmünze. Bildseite: Die Bildseite zeigt eine künstlerische Adaption von Brücken und Geleisen, die verzerrt und nicht dreidimensional korrekt im Raum stehen. Im Hintergrund sieht man ein Schweizerkreuz mit Strahlen, die an die Sonne erinnern. Auf der linken Seite steht 1882–1982 und auf der rechten Seite steht GOTTHARDUS. Wertseite: Die Wertseite ist eine Vorlage der Schweizerischen Münzstätte und zeigt in Serifenschrift HELVETIA / 5 Fr. / 1982 und einen Halbkranz aus einem Eichenast auf der linken und Schlüsselblumen auf der rechten Seite, die mit einer Schleife zusammengebunden sind. |           |      | |                           |                                                                                   |
| |           |      | |                           |                                                                                   |
| Bildseite | Wertseite | 1983 | Legierung: Kupfernickel (Cu 75/Ni 25) Durchmesser: 31 mm Gewicht: 13,2 g                                         | unz. 951'000 PP 60'160    | Jean Lecoultre, Pully                                                             |
| Beschreibung: Anlässlich des 100. Geburtstages des Schweizer Dirigenten Ernest Ansermets. Bildseite: Sie zeigt das seitliche Konterfei von Ernest Ansermet mit drei Musiknotenzeilen. Am linken und unteren Rand steht ERNEST ANSERMET 1883–1969. Wertseite: Auf einer erhabenen Fläche steht invers von oben nach unten: 5 FR / CONFŒDERATIO / HELVETICA / 1983 |           |      | |                           |                                                                                   |
| |           |      | |                           |                                                                                   |
| Bildseite | Wertseite | 1984 | Legierung: Kupfernickel (Cu 75/Ni 25) Durchmesser: 31 mm Gewicht: 13,2 g                                         | unz. 1'012'000 PP 75'000  | Hugo Suter, Seengen                                                               |
| Beschreibung: Anlässlich des 100. Geburtstages Auguste Piccards, eines Schweizer Wissenschaftlers, Physikers, Erfinders und Vaters von Jacques Piccard und Grossvater von Bertrand Piccard. 1932 stellte er einen Höhenweltrekord mit einem Gasballon und 1953 einen Tiefenweltrekord mit der Trieste auf. Bildseite: In Form eines gespiegelten Yin-und-Yang-Zeichens ist in einer Kammer ein Gasballon und in der anderen die Trieste abgebildet. Links am Rand steht A. PICCARD und rechts 1884–1962. Wertseite: Von oben nach unten: HELVETIA / 1984 / 5 FR. |           |      | |                           |                                                                                   |
| |           |      | |                           |                                                                                   |
| Bildseite | Wertseite | 1985 | Legierung: Kupfernickel (Cu 75/Ni 25) Durchmesser: 31 mm Gewicht: 13,2 g                                         | unz. 1'156'000 PP 84'000  | Angela Baccini, Luzern                                                            |
| Beschreibung: Anlässlich des Europäischen Jahres der Musik im Jahr 1985 wurde diese Gedenkmünze herausgegeben. Bildseite: Zeigt Ausschnitte aus konzentrischen Kreisen und Parabeln. Der gemeinsame Mittel- bzw. Brennpunkt liegt am linken unteren Rand. Fünf horizontale Linien symbolisieren Saiten eines Saiteninstrumentes. Am oberen Rand steht MVSICES ANNVS EVROPAE 1985. Wertseite: Auf der glänzenden Seite steht erhaben vertikal CONFOEDERATIO HELVETICA und horizontal 5 FR. |           |      | |                           |                                                                                   |
| |           |      | |                           |                                                                                   |
| Bildseite | Wertseite | 1986 | Legierung: Kupfernickel (Cu 75/Ni 25) Durchmesser: 31 mm Gewicht: 13,2 g                                         | unz. 1'082'000 PP 75'000  | Rolf Brem, Luzern                                                                 |
| Beschreibung: Anlässlich des 600. Jahrestages der Schlacht bei Sempach, welche am 9. Juli 1386 stattfand und als Höhepunkt in der Geschichte der Alten Eidgenossenschaft im Konflikt mit dem Haus Habsburg gilt. Bildseite: Die Bildseite zeigt schematisch drei eidgenössische Kämpfer und mehrere Lanzen. Ebenso steht auf der Bildseite 1386 SEMPACH. Wertseite: Zeigt von oben nach unten: Das Schweizerkreuz / CONFOEDERATIO / HELVETICA 1986 / 5 FR. |           |      | |                           |                                                                                   |
| |           |      | |                           |                                                                                   |
| Bildseite | Wertseite | 1987 | Legierung: Kupfernickel (Cu 75/Ni 25) Durchmesser: 31 mm Gewicht: 13,2 g                                         | unz. 960'000 PP 62'000    | Max Bill, Zumikon                                                                 |
| Beschreibung: Anlässlich des 100. Geburtstages von Le Corbusier, eines französisch-schweizerischer Architekten, Architekturtheoretikers, Stadtplaners, Malers, Zeichners, Bildhauers und Möbeldesigners gestaltete der Künstler Max Bill diese Gedenkmünze. Bildseite: Sie zeigt eine quadratische Abbildung, welche an den Stil der Architektur Le Corbusiers erinnert, und einer Figur, die aus einem Bild von Le Corbusiers Modulor System stammt. Oberhalb des Quadrates steht LE CORBUSIER, unten 1887_______1965, links 432 698 1130, rechts MODULOR. Wertseite: zeigt ein um 45° gedrehtes Quadrat mit 5 FR in der Mitte. Am oberen linken Rand des Quadrates steht CONFOEDERATIO und am rechten Rand HELVETICA. Am unteren linken Rand steht 1987 und am rechten 1114.                                                                    |           |      | |                           |                                                                                   |
| |           |      | |                           |                                                                                   |
| Bildseite | Wertseite | 1988 | Legierung: Kupfernickel (Cu 75/Ni 25) Durchmesser: 31 mm Gewicht: 13,2 g                                         | unz. 960'000 PP 62'000    | Roger Pfund, Genf                                                                 |
| Beschreibung: Anlässlich der Olympischen Sommerspiele 1988 vom 17. September bis zum 2. Oktober 1988 in Seoul wurde diese Gedenkmünze herausgegeben. Bildseite: Die Bildseite besteht aus konzentrischen Kreisen. In der Mitte sind die fünf olympischen Ringe und von der Mitte aus nach unten ist negativ ein Taubenkörper von oben abgebildet. Wertseite: Die Wertseite besteht aus vielen ineinander greifenden Kreisen analog den olympischen Ringen. Negativ steht eine grosse 5 geschrieben und von oben nach unten FR / CONFOEDERATIO / HELVETICA / 1988. |           |      | |                           |                                                                                   |
| |           |      | |                           |                                                                                   |
| Bildseite | Wertseite | 1989 | Legierung: Kupfernickel (Cu 75/Ni 25) Durchmesser: 31 mm Gewicht: 13,2 g                                         | unz. 1'270'000 PP 69'000  | Werner Jeker, Lausanne                                                            |
| Beschreibung: Anlässlich des 50. Jahrestages der Mobilmachung und zu Ehren des damaligen Generals Guisan wurde diese Gedenkmünze herausgegeben. Bildseite: Auf der Bildseite ist reliefartig das Porträt des Generals Guisan abgebildet. Links steht vertikal HENRI GUISAN 1939. Wertseite: Aus Schweizerkreuzen wird eine einheitliche Fläche gebildet. Negativ steht eine drei Zeilen hohe 5 und von oben nach unten CONFOEDERATIO / HELVETICA 1989 / FR geschrieben . |           |      | |                           |                                                                                   |
| |           |      | |                           |                                                                                   |
| Bildseite | Wertseite | 1990 | Legierung: Kupfernickel (Cu 75/Ni 25) Durchmesser: 31 mm Gewicht: 13,2 g                                         | unz. 1'100'000 PP 69'400  | Pietro Sarto, St. Préx                                                            |
| Beschreibung: Anlässlich des 100. Todestages Gottfried Kellers, eines Schweizer Dichters und Politikers, wurde diese Gedenkmünze herausgegeben. Bildseite: Auf der Bildseite befindet sich ein Porträt Kellers. Am linken Rand steht GOTTFRIED KELLER und am rechten Rand 1819–1890. Wertseite: Auf der Wertseite steht von oben nach unten: 5 FR / CONFOEDERATIO / HELVETICA / 1990. |           |      | |                           |                                                                                   |
| |           |      | |                           |                                                                                   |
| Bildseite | Wertseite | 1999 | Legierung: Kupfer-Nickel (Cu 75/Ni 25) + Nordisches Gold (Cu 89/Al 5/Zn 5/Sn 1) Durchmesser: 33 mm Gewicht: 15 g | unz. 160'000 PP 16'000    | Gaspard Delachaux, Valeyressous-Ursins                                            |
| Beschreibung: Anlässlich der Fête des Vignerons, eines Winzerfests in Vevey, das nur alle 25 Jahre stattfindet, wurde diese erste Bimetall-Gedenkmünze herausgegeben. Sie leitete eine Serie von insgesamt fünf Gedenkmünzen über bedeutende Schweizer Festbräuche ein. Bildseite: Auf der Bildseite sind auf der goldenen Fläche Kreise abgebildet, die an Trauben erinnern. Im silbernen Rand steht FETE DES VIGNERONS VEVEY 1999. Wertseite: In der goldenen Fläche steht 5 Fr. und kreisförmig CONFOEDERATIO HELVETICA 1999. Im silbernen Rand gibt es diverse Tierabbildungen (Schlange, Falter, Maus, Fuchs, Biene, Eidechse und Spinne). |           |      | |                           |                                                                                   |
| |           |      | |                           |                                                                                   |
| Bildseite | Wertseite | 2000 | Legierung: Kupfer-Nickel (Cu 75/Ni 25) + Nordisches Gold (Cu 89/Al 5/Zn 5/Sn 1) Durchmesser: 33 mm Gewicht: 15 g | unz. 170'000 PP 20'000    | Hans-Rudolf Fitze, Basel                                                          |
| Beschreibung: Die zweite Münze der Serie Schweizer Festlichkeiten gedenkt der Basler Fasnacht. Bildseite: Abgebildet ist ein Zug von Pfeiffern. Oben steht verkehrt FASNACHT und unten BASLER. Wertseite: Auf der goldigen Fläche steht 5 FR / 2000, am linken Rand CONFOEDERATIO und am rechten Rand HELVETICA. Im silbernen Rand sind diverse Konfetti abgebildet. |           |      | |                           |                                                                                   |
| |           |      | |                           |                                                                                   |
| Bildseite | Wertseite | 2000 | Legierung: Kupfer-Nickel (Cu 75/Ni 25) + Nordisches Gold (Cu 89/Al 5/Zn 5/Sn 1) Durchmesser: 33 mm Gewicht: 15 g | unz. 150'000 PP 15'000    | Harold Studer, Bern                                                               |
| Beschreibung: Anlässlich 150 Jahre Schweizer Franken. Seit 1850 wurde von Bundesstaat, der 1848 gegründet wurde, die ersten Münzen geprägt und ein Jahr darauf herausgeben. Bildseite: Die goldene Fläche besteht aus Bienenwaben mit dem zentralen Schriftzug + FR +. Im silbernen Rand sind oben acht Honigbienen abgebildet und unten steht 1850 2000. Bildseite: Auf der goldenen Fläche ist der Ausschnitt eines Blattes mit den Blattadern abgebildet und die Zeichen 5 FR. Im silbernen Rand steht CONFOEDERATIO HELVETICA • 2000 •. |           |      | |                           |                                                                                   |
| |           |      | |                           |                                                                                   |
| Bildseite | Wertseite | 2001 | Legierung: Kupfer-Nickel (Cu 75/Ni 25) + Nordisches Gold (Cu 89/Al 5/Zn 5/Sn 1) Durchmesser: 33 mm Gewicht: 15 g | unz. 170'000 PP 20'000    | John Grüniger, Zürich                                                             |
| Beschreibung: Gedenken an das Zürcher Zunftfest Sechseläuten. Das Fest findet jährlich Mitte April statt und soll symbolisch den Winter vertreiben, in dem ein künstlicher Schneemann (genannt Böögg) auf einem Scheiterhaufen verbrannt wird. Um den Scheiterhaufen reiten die Zünfte. Bildseite: Auf der Bildseite ist der Böögg mit einigen Flammen im Hintergrund abgebildet. Im silbernen Rand steht oben ZÜRCHER und unten SECHSELÄUTEN. Wertseite: In der Mitte steht 5 FR und das Münzkennzeichen B. Am Rand der goldenen Fläche steht CONFOEDERATIO HELVETICA 2001. Im silbernen Rand sind sechzehn Reiter abgebildet, die alle gegen den Uhrzeigersinn reiten. |           |      | |                           |                                                                                   |
| |           |      | |                           |                                                                                   |
| Bildseite | Wertseite | 2002 | Legierung: Kupfer-Nickel (Cu 75/Ni 25) + Nordisches Gold (Cu 89/Al 5/Zn 5/Sn 1) Durchmesser: 33 mm Gewicht: 15 g | unz. 130'000 PP 15'000    | Pierre-Alain Zuber, Genf                                                          |
| Beschreibung: Anlässlich des 400. Jahrestages der erfolgreichen Verteidigung der Stadt Genf gegen Karl Emanuel von Savoyen in der Nacht vom 11. auf den 12. Dezember 1602. Der Legende nach wurde auch mit alltäglichen Dingen gekämpft, wie dem Übergiessen der Angreifer mit Gemüsesuppe. Genf feiert jährlich mit dem Fest Escalade de Genève diese Verteidigung. Bildseite: Die Münze zeigt in der goldenen Fläche den oberen Teil von Leitern, die in ein spiralförmiges Dach hineinreichen. Im silbernen Rand oberhalb steht ESCALADE 1602–2002. Im unteren Teil sieht man die Skyline von Genf zur damaligen Zeit. Wertseite: Im Zentrum steht 5 FR und am Rand der goldenen Fläche CONFOEDERATIO HELVETICA 2002. Im silbernen Rand sind die Zutaten für eine Gemüsesuppe abgebildet, wie Kartoffeln, Karotten, Fenchel und Lauch.         |           |      | |                           |                                                                                   |
| |           |      | |                           |                                                                                   |
| Bildseite | Wertseite | 2003 | Legierung: Kupfer-Nickel (Cu 75/Ni 25) + Nordisches Gold (Cu 89/Al 5/Zn 5/Sn 1) Durchmesser: 33 mm Gewicht: 15 g | unz. 96'000 PP 12'000     | Gian Vonzun, Pratval                                                              |
| Beschreibung: Gedenken an den rätischen Brauch Chalandamarz am 1. März, der bis in die römische Zeit zurückgeht und den Beginn des Jahres feiert. «Chalanda» bedeutet erster Tag des Monats und «Marz» steht für den Monat März. Zur Feier gehören Peitschenknallen, Kuhglockengeläute und Dorfbrunnenumrundung. Sie dient der Geistervertreibung. Bildseite: Auf der Bildseite sind vier Burschen abgebildet, die mit Kuhglocken läuten. Am silbernen Rand findet sich oben eine Blumengirlande und unten steht CHALANDAMARZ. Wertseite: Im Zentrum steht 5 FR und am Rand der goldenen Fläche CONFOEDERATIO HELVETICA 2002. Der silberne Rand ist mit einer geschlossenen Blumengirlande verziert. |           |      | |                           |                                                                                   |